# Großsteingrab Wohrenstorf
Das Großsteingrab Wohrenstorf war eine megalithische Grabanlage der jungsteinzeitlichen Trichterbecherkultur bei Wohrenstorf, einem Ortsteil von Cammin im Landkreis Rostock (Mecklenburg-Vorpommern). Es trägt die Sprockhoff-Nummer 368. Die Anlage wurde vermutlich im frühen 20. Jahrhundert zerstört.

## Lage
Das Grab befand sich nahe am Südrand der Straße K22 von Weitendorf nach Cammin, zwischen den Abzweigen nach Wohrenstorf und Prangendorf.

## Beschreibung

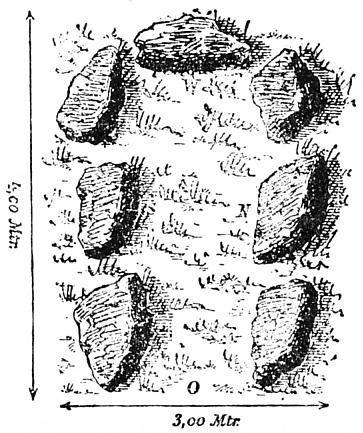
Grundriss der Grabkammer nach Schlie

Die Anlage besaß eine leicht ovale Hügelschüttung mit einer Länge von 15,5 m und einer Breite von 13,8 m. Sie war von einem Steinkreis umgeben, von dem Friedrich Schlie in den 1890er Jahren noch einen Stein im Osten, zwei im Nordwesten, zwei im Westen, einen gesprengten im Südwesten und fünf im Süden feststellen konnte. Der Hügel umschloss eine ost-westlich orientierte Grabkammer, bei der es sich um einen Großdolmen handelte. Die drei Wandsteinpaare der Langseiten und der westliche Abschlussstein standen bei Schlies Untersuchung noch in situ. Der östliche Abschlussstein und die Decksteine fehlten. Die Kammer hatte eine Länge von 3,8 m und eine Breite von 1,5 m.